# Лесток, Антон Вильгельм фон
Антон Вильгельм фон Лесток (нем. Anton Wilhelm von L’Estocq; 16 августа 1738 — 5 января 1815) — прусский кавалерийский генерал, берлинский губернатор.

## Биография
Родился 16 августа 1738 года в Целле, был сыном прусского офицера гугенотского происхождения.
В 1757 году поступил на военную службу в Берлинскую жандармерию. В Семилетней войне Лесток участвовал, состоя в гусарском полку Цитена, в сражениях при Цорндорфе, Кунерсдорфе, Лигнице, Торгау и Лангензальце (за последнее в 1761 году получил орден «Pour le Mérite»). Продолжая службу при Цитене в качестве его адъютанта, Лесток последовательно получил чины ротмистра, майора, подполковника и полковника.
В 1787 году Лесток участвовал в походе в Голландию герцога Брауншвейгского для восстановления прав штатгальтера. В 1790 году назначен командиром батальона в Старопрусском гусарском полку.
В Рейнском походе 1793 года Лесток отличился в сражениях при Кайзерслаутерне и Триппштадте. В 1794 году назначен командиром 2-го гусарского полка и в 1797 году стал шефом 1-го гусарского полка. В 1798 году Лесток был произведён в генерал-майоры, в 1805 году — в генерал-лейтенанты.
В кампании 1807 года Лесток прикрывал Вислу от Плоцка до Данцига, но когда русские войска, под начальством Беннигсена, оставили Вислу и отошли к Нареву, Лесток был вынужден очистить Торн. При общем наступлении французов на Вислу Лесток имел дела с генералом Бессьером при Безуле и с маршалом Неем при Сольдау и в порядке отступил в Восточную Пруссию. В сражении при Прейсиш-Эйлау Лесток, подоспевший с небольшим шеститысячным отрядом, атакой правого фланга корпуса Даву поддержал левый фланг русской армии, находившийся в критическом положении. После катастрофы под Фридландом Лесток был назначен членом следственной комиссии для рассмотрения поражения прусской армии. 8 апреля 1807 года он был награждён орденом св. Георгия 3-й степени (№ 159 по кавалерским спискам)
В воздаяние отличного мужества и храбрости, оказанных в сражении против французских войск 27-го января при Прейсиш-Эйлау
12 ноября 1808 года Лесток был назначен Берлинским губернатором, а в 1814 году — губернатором Вроцлава.
Умер 5 января 1815 года в Берлине, похоронен на кладбище при Берлинском гарнизонном соборе.

## Память

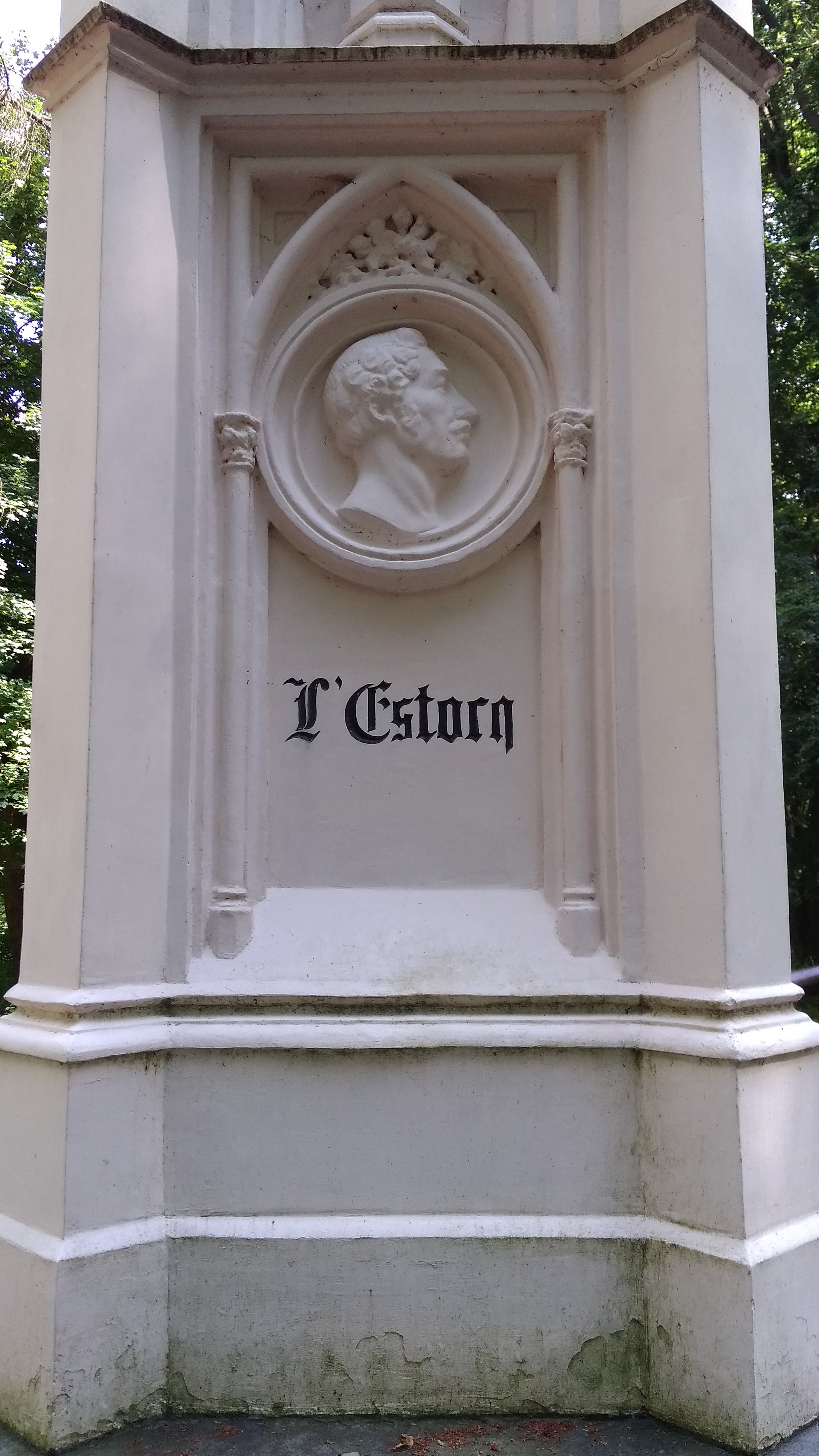
Барельеф Лестока на «Памятнике трём генералам», архитектор Ф. А. Штюлер, 1856 г.

Барельеф генерала Лестока, как командующего прусским корпусом в битве при Прейсиш-Эйлау, присутствует на «Памятнике трём генералам», установленном близ г. Прейсиш-Эйлау в Восточной Пруссии в 1850-х годах по инициативе короля Фридриха Вильгельма IV в честь прусских и русских войск.